# Pierścień Segera

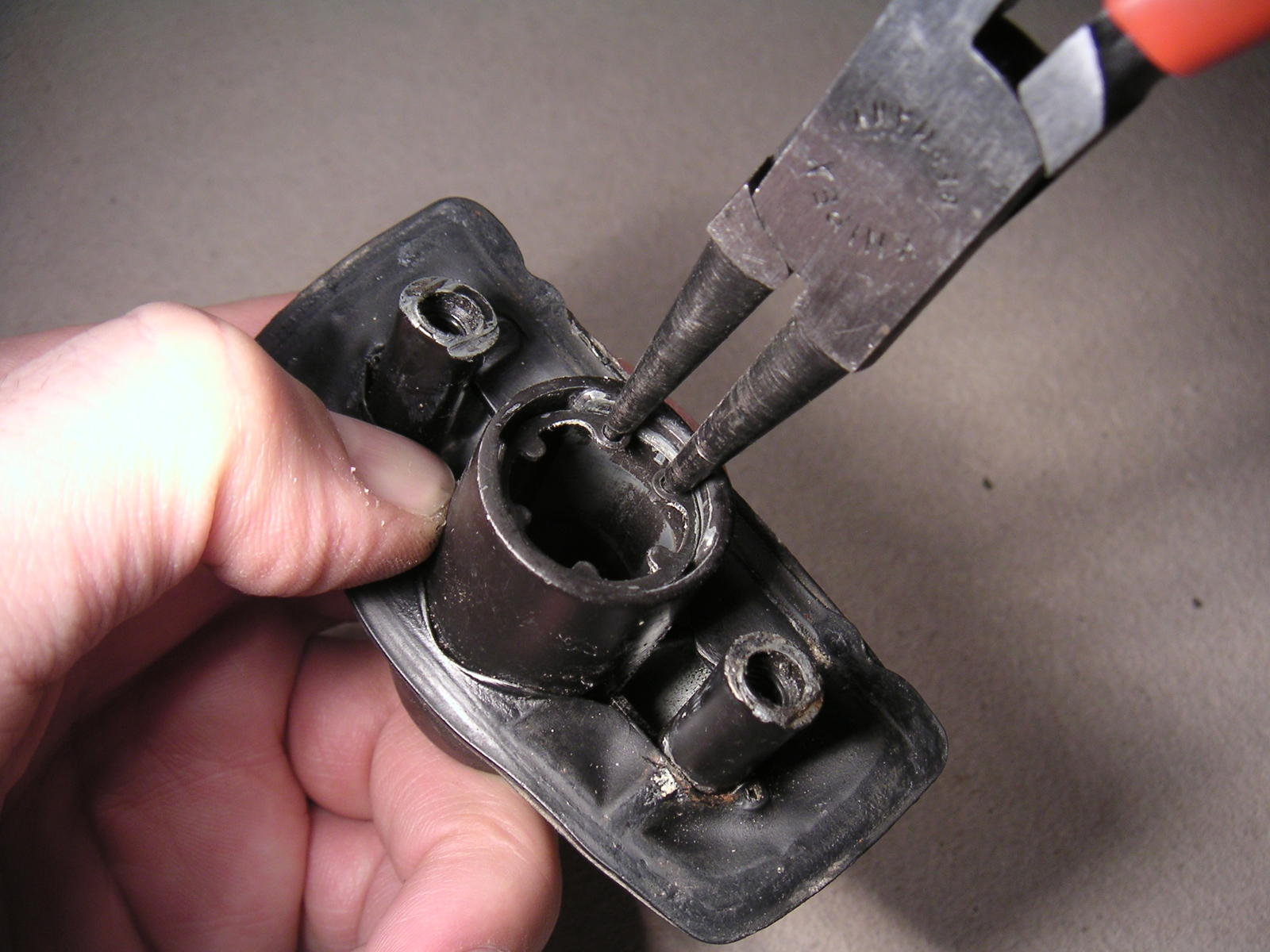
Zakładanie i zdejmowanie pierścienia Segera umożliwiają specjalne kleszcze

Pierścień Segera (Seegera), pierścień osadczy sprężynujący – element służący do zabezpieczenia przed przesunięciem osiowym części maszyn (takich jak łożyska, tuleje, tarcze, koła zębate) zamontowanych na wałach i osiach lub w otworach. 
Nazwa pierścienia wywodzi się od nazwy firmy Seeger-Orbis mieszczącej się w Königstein/Taunus w Niemczech (obecnie część Barnes Group Inc.’s Precision).
|  |  |  |

Pierścień został opatentowany w roku 1927 przez Hugona Heiermanna jako Bolt Locking Device 
Pierścień Segera jest znormalizowany - jego wymiary w systemie metrycznym można znaleźć w normie DIN 471 (zewnętrzne) i DIN 472 (wewnętrzne). Wymiary calowe podają normy amerykańskie dla pierścieni zewnętrznych (external/shaft rings) Anderton: N1400; Waldes Truarc: 5100; Rotor Clip: SH. Dla pierścieni wewnętrznych (internal/housing rings) Anderton: N1300; Waldes Truarc: 5000; Rotor Clip: HO.  Norma polska opisująca pierścień Segera PN-M-85111:1981 została wycofana przez Polski Komitet Normalizacyjny bez zastąpienia normą nowszą. Pierścień Segera do otworów różni się kształtem od pierścienia do wałków.   
Pierścień osadczy może być stosowany dla wymiarów wałów w zakresie od 5 do 1000 mm i otworów od 8 do 1000 mm. Najczęściej używany jest dla średnic do 300 mm.
Do montażu i demontażu pierścieni Segera służą specjalne kleszcze.